# RKO/Six Flags Entertainment
RKO/Six Flags Entertainment Inc. war ein amerikanisches Unterhaltungsunternehmen, das von 1987 bis 1989 Rechtsnachfolger des historischen Hollywoodstudios RKO Pictures war. Gründer der kurzlebigen Firma war das New Yorker Investmentunternehmen Wesray Capital Corporation, das im September 1987 für 31 Mio. US-Dollar die Rechte an den Filmbeständen der Firma RKO General erwarb. Verkäufer war GenCorp, die Dachgesellschaft von General Tire, einem Mischkonzern, der vergeblich versucht hatte, die RKO-Filmbestände in seinem Fernsehzweig profitabel einzusetzen.
Wesray schloss RKO mit der Freizeitpark-Kette Six Flags zusammen und gründete daraus RKO/Six Flags Entertainment Inc. CEO des neuen Unternehmens wurde Robert Kamerschen. Aber auch in dieser Verbindung war aus den RKO-Filmen kein Geschäft zu machen, und so kam RKO Pictures Inc. 1989 erneut auf den Markt. Die Rechte an den Markenzeichen, Logos und Drehbücher erwarben Dina Merrill und Ted Hartley, die im selben Jahr das Produktionsunternehmen RKO Pictures LLC gründeten. Das Kernstück des Unternehmens, die Auswertungsrechte an den RKO-Filmbeständen (ca. 750 Filme), erwarb Ted Turners Medienunternehmen TBS für seine neue Tochterfirma Turner Entertainment.